# Gałęziak prząślik
Gałęziak prząślik (Eucladium verticillatum (Hedw.) Bruch & Schimp.) – gatunek mchu należący do rodziny płoniwowatych (Pottiaceae Schimp.). Występuje przeważnie na półkuli północnej, także w Polsce. Jest to jeden z najważniejszych mchów wytwarzających tuf wapienny.

## Rozmieszczenie geograficzne
Występuje w Ameryce Północnej (Kanada, Stany Zjednoczone, Meksyk), na Bermudach, w Ameryce Centralnej, Europie, Azji, północnej i południowej Afryce oraz Makaronezji. W Polsce podawany m.in. z województwa śląskiego i pasma Gorców.

## Morfologia
GametofitFormuje gęste, bladozielone darnie lub nieregularne poduszki, często widocznie poprzetykane fragmentami wapiennego podłoża. Łodyżki rozgałęzione, dość smukłe i delikatne, wyprostowane, osiągają 0,7–6 cm wysokości. Listki wąskie, długości od 1,2 mm do 2,5–3 mm. Żebro mocne, zajmuje do 1/3 szerokości listka u nasady, kończy się w jego zaostrzonym wierzchołku. Podstawa listka szeroka, o bezbarwnych komórkach i ząbkowanym brzegu.
SporofitSeta żółta do czerwonobrązowej, prosta lub lekko skręcona. Puszka zarodni długości 0,8–1,8 mm dojrzała staje się czerwonobrązowa. Wieczko 0,5–0,8 mm. Perystom śladowy lub do 300 µm, żółty do pomarańczowego. Czepek rozmiaru ok. 2,5 mm. Zarodniki blade.

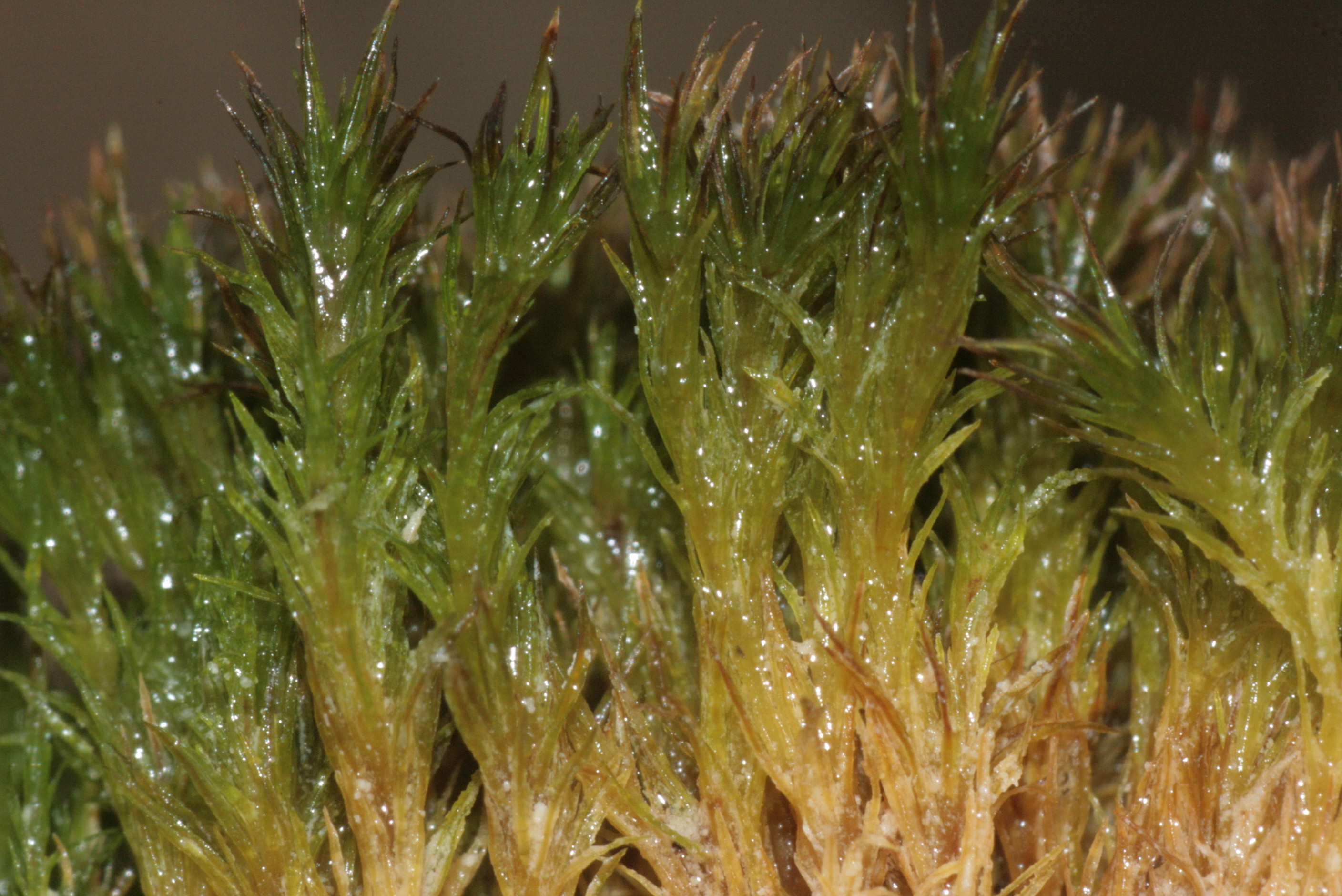
Łodyżki z listkami
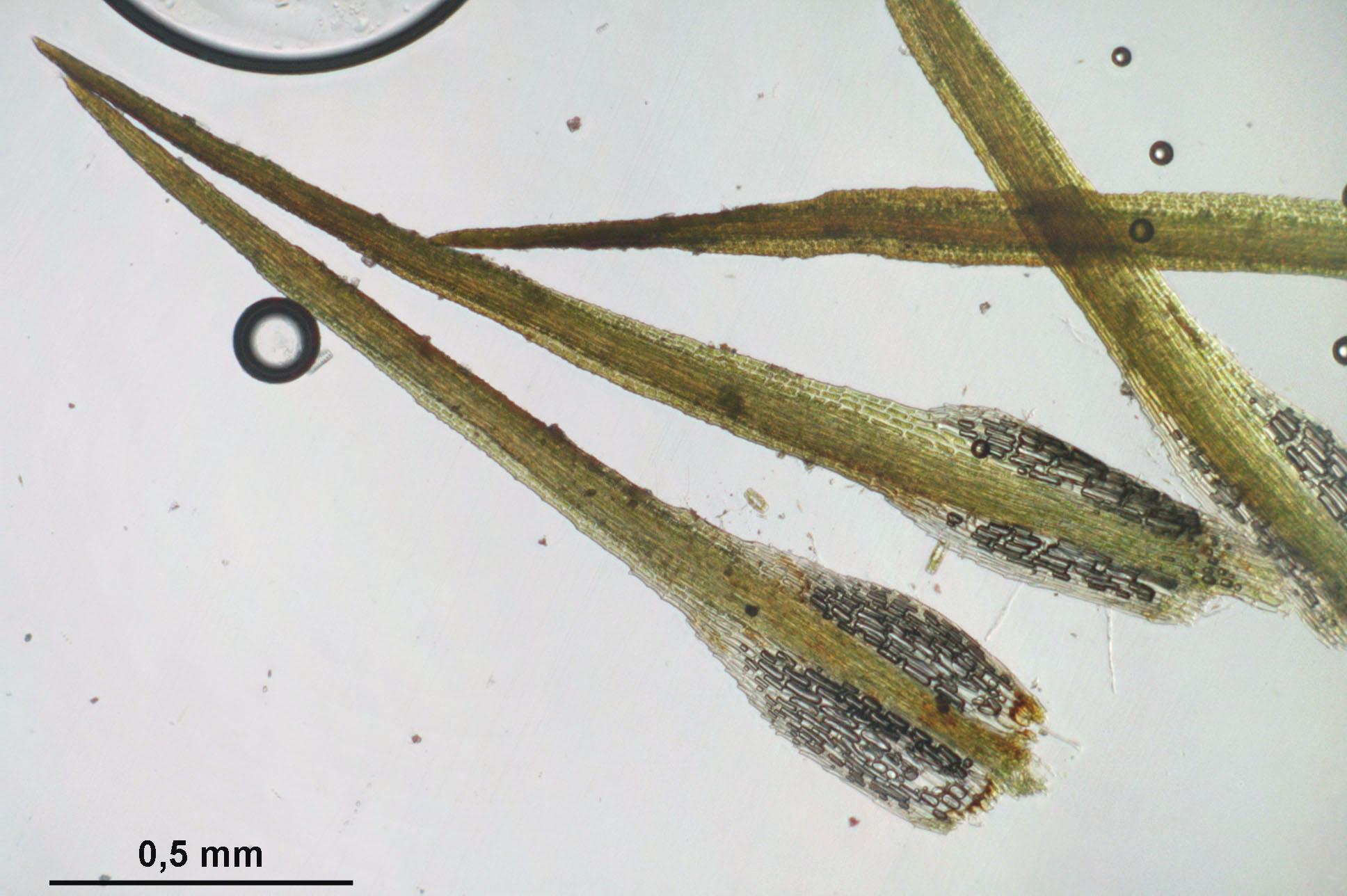
Listki

Gatunki podobneParoząb sztywny Didymodon rigidulus rośnie na podobnym podłożu i często jest poprzetykany jego fragmentami, ale jest ciemniejszy i listki mają grubsze, tępe wierzchołki, zbudowane w całości z żebra. Didymodon umbrosus rośnie na zbliżonych stanowiskach i jest również bladozielony i inkrustowany podłożem, jednak zwykle dorasta tylko do kilku milimetrów wysokości. Długowieczek krzywy Hymenostylium recurvirostrum również formuje poduszki na mokrych skałach, ale jego listki są krótsze, dorastają do 1–1,5 mm i nie mają ząbkowania wzdłuż brzegów podstawy. Nagosz rdzawy Gymnostomum aeruginosum jest podobny do ciemnych form gałęziaka prząślika, ale także ma krótsze listki (do 1,5 mm) i brak ząbkowania  brzegu podstawy.

## Biologia i ekologia
Mech ortotropowy, łodyżki wyrastają prosto w górę z pączków powstających na splątku, mają symetrię promienistą i rozgałęziają się widlasto. Rośnie w wilgotnych, zacienionych miejscach, gdzie woda wycieka z wapiennych skał, także przy strumieniach i wodospadach. Spotykany również na zaprawie wilgotnych murów. Jest to jeden z najważniejszych mchów wytwarzających tuf wapienny (trawertyn). Dolna część darni często staje się twarda i kamienieje w solach wapnia.

## Systematyka i nazewnictwo
Synonimy: Barbula atlantica (P. Beauv.) Brid., Coscinodon elongatus Brid., Eucladium angustifolium Glow., Grimmia fragilis F. Weber, Tortula atlantica P. Beauv., Weissia verticillata Hedw.

## Zagrożenia
Gatunek został wpisany na czerwoną listę mchów województwa śląskiego z kategorią zagrożenia „CR” (takson skrajnie zagrożony wyginięciem, stan na 2011 r.). W Czechach w 2005 r. nadano mu kategorię „LC-att” (najmniejszej troski, lecz wymagający uwagi).
Na obszarze województwa śląskiego głównym czynnikiem niszczącym florę epilityczną było pozyskiwanie surowców skalnych dla celów gospodarczych. Zidentyfikowano dwa kolejne czynniki zagrożenia: rekultywacja starych wyrobisk oraz masowy rozwój
turystyki skałkowej. Opuszczone kamieniołomy były często wtórnie zasiedlane przez mszaki. Turystyka wspinaczkowa odbywa się najczęściej w obrębie naturalnych wychodni skalnych. Skutkiem tych działań jest często niszczenie wrażliwej roślinności naskalnej.